# 627 Charis
Charis (asteróide 627) é um asteróide da cintura principal com um diâmetro de 48,51 quilómetros, a 2,7157377 UA. Possui uma excentricidade de 0,0632528 e um período orbital de 1 803 dias (4,94 anos).
Charis tem uma velocidade orbital média de 17,49282812 km/s e uma inclinação de 6,47145º.
Esse asteróide foi descoberto em 4 de Março de 1907 por August Kopff.